# Knelpunten
Knelpunten is een hoorspel naar het boek Knots (1970) van Ronald D. Laing. Het werd vertaald door Sybren Polet en de KRO zond het uit in het programma Theater op dinsdag 20 januari 1976, van 21:15 uur tot 21:55 uur. De regisseur was Léon Povel.

## Rolbezetting
- Hein Boele
- Edmond Classen
- Emmy Lopes Dias
- Lies de Wind

## Inhoud
“Ik ben bang dat zij bang is dat ik bang ben dat zij bang is.” Dit is een van de vele denkpatronen die de Schotse psychiater Ronald D. Laing in zijn werkstuk Knelpunten hanteert, om duidelijk te maken hoe onuitgesproken gedachten als deze onze onderlinge betrekkingen ingewikkelder en ondoorzichtiger maken. Laing zegt zelf over zijn werk het volgende: “De hier geschetste patronen zijn ons allen op een vreemde wijze vertrouwd. Ik heb mij beperkt tot slechts enkele van de vele die ik in de werkelijkheid ben tegengekomen en die ik voor mezelf benoemd heb als knopen, verwikkelingen, impasses, splitsingen, draaikolken, bindingen. Ik hoop dat ik de patronen, ontdaan van hun reële situatie, niet zo geschematiseerd heb dat men de specifieke ervaringen die eraan ten grondslag liggen niet meer kan herkennen...”